# Sophie Brahe

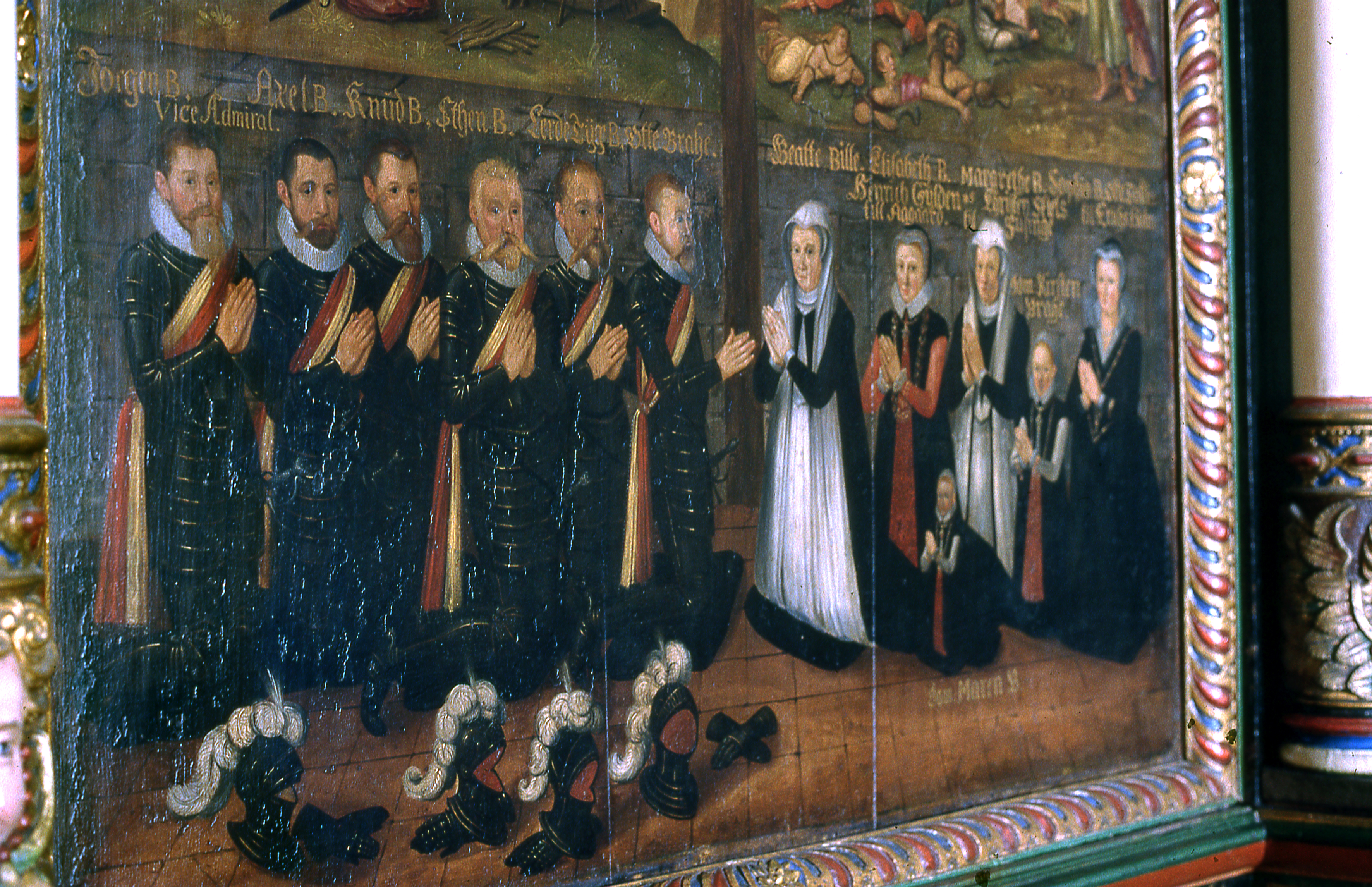
A Brahe család
Sophie a képen a jobb szélen özvegy „Sophie B Otte Totts til Eriksholm” alakban látható.

Sophie Brahe (Knutstorp-kastély, Skåne tartomány, 1559. augusztus 24. – Helsingør, 1643. december 4.) dán csillagász, történész és genealógus, Tycho Brahe huga.

## Életpályája
Sophie Otte Brahe (1518–1571) és Beate Clausdatter Bille (1526–1605) tizenkét gyermeke közül a legfiatalabb volt. Szülei Dánia leggazdagabb és legbefolyásosabb családjai közé tartoztak. 
Az anyja 1584-től 1592-ig Zsófi királynő főudvarmestere volt.
Már tizennégy évesen csillagászati megfigyeléseket végzett. A kertészet, a genealógia, a kémia és az asztrológia is érdekelte. Mivel nem tanulhatott latint, saját költségén fordíttatta le a latin nyelvű könyveket. A bátyja hamar felismerte képességeit, így gyakran dolgozott vele. A Ven Öresund szigetén található Uranienborg-kastély-obszervatóriumában együtt égi megfigyeléseket végeztek, és új állócsillag-katalógust írtak. Együtt figyeltek meg és írtak le 1573. december 8-án egy holdfogyatkozást és 1577-ben a C/1577 V1 üstököst. Saját hozzájárulását bátyja munkájához nem lehet pontosan rekonstruálni feljegyzések hiányában. Pierre Gassendi azonban Tycho Brahe életrajzában beszámol kiváló tudásukról.
Az együttműködést 1579 körül szakította meg a Otto Thott-tal (1545 –1588) kötött kényszerházasság. Miután a férje meghalt, felnevelte Tage Thott (1580–1659) fiukat és kezelte birtokaikat. Özvegyként nagyobb szabadságot élvezett, folytathatta kémiai és orvosi tanulmányait, és bátyjával folytathatta a csillagok kutatását. A testvérek együttműködése akkor ért véget, amikor Tycho 1597-ben Wandsbeckbe majd 1598-ban Prágába költözött. Tycho halála és több mint tíz évig tartó eljegyzés után Sophie és Erik Lange 1602-ben összeházasodtak Eckernfördében. Lange 1613-ban halt meg Prágában, ahol 1608 óta külön élt feleségétől.
Lange halála után Sophie Helsingørben telepedett le, és megírta egy dán nemesi családok genealógiáját. Az 1626-ban elkészült kézirat 900 oldalból áll, és a Lundi Egyetemen őrzik.
Az Uránia Titani című költemény 1594-ből állítólag Sophie levele barátjának, Erik Lange-nak. Korábban azt feltételezték, hogy Sophie írta, most azonban Tycho Brahének tulajdonítják.

## Fordítás
- Ez a szócikk részben vagy egészben  a   Sophie Brahe című dán Wikipédia-szócikk fordításán alapul.  Az eredeti cikk szerkesztőit annak laptörténete sorolja fel. Ez a jelzés csupán a megfogalmazás eredetét és a szerzői jogokat jelzi, nem szolgál a cikkben szereplő információk forrásmegjelöléseként.
- Ez a szócikk részben vagy egészben  a   Sophie Brahe című német Wikipédia-szócikk fordításán alapul.  Az eredeti cikk szerkesztőit annak laptörténete sorolja fel. Ez a jelzés csupán a megfogalmazás eredetét és a szerzői jogokat jelzi, nem szolgál a cikkben szereplő információk forrásmegjelöléseként.